# 岡山県道217号飽浦東児線
岡山県道217号飽浦東児線（おかやまけんどう217ごう あくらとうじせん）は、岡山県岡山市南区から玉野市に至る一般県道である。

## 概要
岡山市南区飽浦と玉野市を結ぶ。金甲山の東側を通り、岡山市中心部と玉野市中心部を結ぶ連絡路の一部を形成する路線である。

### 路線データ
- 起点：岡山県岡山市南区飽浦（岡山県道399号金甲山線交点）[注釈 1]
- 終点：岡山県玉野市梶岡（岡山県道74号倉敷飽浦線交点）[注釈 1]
- 実延長：3.8 km[1]
- 道路管理者：岡山市（岡山市区間）、岡山県（玉野市区間）

## 歴史
- 1960年（昭和35年）3月18日 - 岡山県告示第335号により認定。
- 1972年（昭和47年） - この年の秋頃、現行の県道番号に変更。
- 1974年（昭和49年） - 3月20日、児島郡東児町が玉野市に編入。
- 2009年（平成21年）4月1日 - 岡山市が政令指定都市に移行。これに伴い、岡山市区間の道路管理者が岡山県から岡山市に移行。
- 2014年（平成26年）1月23日 - 15時、岡山県告示第17号・18号により岡山県道74号倉敷飽浦線の新道との接続部[注釈 2]が供用開始[2][4]。

## 地理

### 通過する自治体
- 岡山県
  - 岡山市（南区） - 玉野市

### 交差する道路
| 交差する道路           | 市町村名 | 市町村名 | 交差する場所 | 交差する場所 |
| ---------------------- | -------- | -------- | ------------ | ------------ |
| 岡山県道399号金甲山線  | 岡山市   | 南区     | 飽浦         | 起点         |
| 岡山県道74号倉敷飽浦線 | 玉野市   | 玉野市   | 梶岡         | 終点         |

### 沿線
- 東児が丘マリンヒルズゴルフクラブ[注釈 3]
- 玉野市立胸上小学校

### 峠
- 長谷峠（岡山市南区飽浦）
- 中間峠（玉野市梶岡）